# Haematopota nigrita
Haematopota nigrita är en tvåvingeart som beskrevs av Schuurmans Stekhoven 1926. Haematopota nigrita ingår i släktet Haematopota och familjen bromsar. Inga underarter finns listade i Catalogue of Life.